# United Devices Cancer Research Project
United Devices Cancer Research Project（ユナイテッド デバイセズ キャンサー リサーチ プロジェクト、別名: grid.org、日本語名称: UDがん研究プロジェクト）は、かつて行われていた分散コンピューティングを用いたプロジェクトである。2001年に始まり、米国中央時間2007年4月27日正午をもってプロジェクト終了となった。

## 解析目的
白血病・がんの治療薬の研究開発。過去には天然痘、炭疽菌、プロテオーム（解析名ではロゼッタ）の治療薬開発も行われていた。

## プロジェクト概要
UD Agentと呼ばれるアプリケーションがパソコン使用時のCPU余剰処理能力を使用して、がんの進行に関係するタンパク質と、そのタンパク質の働きを妨げそうな分子の相性をパソコンによる計算で確かめて、薬の開発に役立てるというものである。バーチャルスクリーニング（仮想のふるい分け）とも言われる。CPU余剰処理能力を使用するため、パソコンのCPU負荷は常に100%となる。
同様にコンピューターを用いて開発された抗がん剤として、慢性骨髄性白血病の特効薬として注目されている分子標的薬剤『グリベック』などが存在する。

## 相性診断の仕方
分子とタンパク質の相性を診断する条件として3つほど想定される。
1. 立体構造（大きさと形）
2. 電気的性質（プラス的性質かマイナス的性質か）
3. 疎水的性質（親水性か疎水性か）

UD Agentは、薬になるかもしれない分子をタンパク質の鍵穴の中で回転させる。大きさが違えば合わないし、電気的性質が同じだと反発し、合わない。また、水っぽい性質と油っぽい性質も合わないというように、延々と合う場所を探し続ける。上手くはまりそうな角度が見つかったらそれを、hitとして数え、プログラム画面の上に表示させる。

## 世界に広がる輪
参加者は自分の解析処理量を閲覧でき、プロジェクト全体での自分の貢献順位が分かる。また、任意のチームに所属して競い合うこともできる。所属チーム毎の成績や所属国毎の成績も閲覧可能なので、チーム間・国家間でリザルツ（提出回数）を競うという楽しみ方が出来た。
UDがん研究プロジェクトが始まった当初は、ポイントに応じて欧米版PlayStation 2が送られるというシステムであったが、参加人数の増加により廃止された。
アメリカ中央時間2007年4月27日正午（GMT-6時間）、計画は唐突に終了する。
累計参加国は228箇国、参加人数は全世界で1,341,217人、接続端末数は3,734,757台、累積解析時間は50万5,049年097日15時間14分34秒であった。

## 活躍した日本人

### Team 2ch
日本の匿名掲示板群2ちゃんねる各板のメンバーからなる『Team 2ch』がプロジェクトの進行中、常に世界第一位を保ち続けた。
終了段階でチームメンバーは6万6720名、うち終了時のメンバー数は6万3291名。
リザルツ（提出回数）3332万6578回、ポイントは69億6889万1061ポイント、CPUTime（解析時間）は4万207年97日16時間13分9秒であった。いずれも世界第一位である。
2ちゃんねるの様々な板にチーム内チームがあり、互いに成績を競うことで参加者を増やし、維持。それぞれの板ごとに独特の表現を用いて参加者を呼んでいた。

### 国別順位
国別での日本の最終順位はアメリカ合衆国に次いで2位となった（リザルツ・ポイント・解析時間での順位。メンバー数はアメリカ・イギリスに次ぐ3位）。

## 主催
システム開発は、アメリカのUnited Devices社。
現在の研究主体は、イギリスのオックスフォード大学化学部およびアメリカのがん研究国立基金。